# Angelo Uboldi
Angelo Uboldi (Novate Milanese, 24 febbraio 1923 – Novate Milanese, 19 giugno 2006) è stato un calciatore italiano, di ruolo portiere.
Nella sua città natale, Novate Milanese, era soprannominato dagli amici "bobo".

## Carriera
Giocò con l'Alfa Romeo e, successivamente, in Serie A con la Pro Patria. La sua carriera fu stroncata dallo scandalo sorto dalla confessione di Rinaldo Settembrino. Con la Pro Patria dal primo dopoguerra ha disputato dieci stagioni con 254 presenze in partite di campionato.